# Antioch Arrow
Antioch Arrow fue una banda de post-hardcore, formada en San Diego, California en 1992.
La banda utilizó la música rápida del hardcore punk, con ritmos melódicos con sobresaltos repentinos, siempre sus canciones eran curiosas y jugaban con la velocidad. Su tarjeta de presentación quizás era su vocalista "Aaron Montaigne". Su dramatización en el escenario y su voz, chillada o susurrada quizás era lo que más atraía al público.
En el 2005, el sello Three One G relanzó el disco "Gems of Masochism". Los miembros originales de la banda eran: Aaron Montaigne, Mac Mann, Ron Avila (de "Ron Anarchy"), Jeff Winterberg y Aaron Ricards. Ricards fue posteriormente reemplazado por Andy Ward (de la banda Evergreen). Los miembros de la banda han formado las bandas Tarot Bolero, Get Hustle, Final Conflict, Burlesque Affair, Baron Montaigne & The Chandeliers, entre otras.
Bandas como At the Drive-In, The Blood Brothers y Racebannon han citado a Antioch Arrow como influencia.

## Integrantes
Última formación
- Aaron Montaigne – voces (1992–1994)
- Mac Mann – bajo (1992–1994)
- Ron Avila – batería (1992–1994)
- Jeff Winterberg – guitarras (1992–1994)
- Andy Ward – guitarras (1994)

Miembros anteriores
- Aaron Richards – guitarras (1992–1993)

## Discografía
| Año  | Tipo de grabación  | Título                            | Discográfica                               |
| ---- | ------------------ | --------------------------------- | ------------------------------------------ |
| 1993 | Split              | Antioch Arrow/Candle split 7"     | Gravity Records                            |
| 1993 | Álbum              | The Lady is a Cat                 | Gravity Records                            |
| 1994 | Álbum              | In Love With Jetts                | Gravity Records                            |
| 1995 | Álbum              | Gems of Masochism                 | Amalgamated Recording Corp, Mighty Records |
| 1997 | Álbum compilatorio | Antioch Arrow                     | Gravity Records                            |
| 2005 | Álbum              | Gems of Masochism (relanzamiento) | Three One G                                |